# Баси (Дергачівський район)
Баси — колишнє село Солоницівської селищної ради Дергачівського району, Харківська область.
Приєднане до смт Солоницівка.

## Географія
Село розташовувалося на правому березі річки Уди при впадінні в неї Люботинки. За 1 км вище за течією лежить селище Курортне, нижче за течією прилягає до Червоного, на протилежному березі — селище Пересічне та Солоницівка, за 1 км — залізнична станція Шпаківка.

## Принагідно
- Радянська мапа із зазначенням місцерозташування [Архівовано 5 березня 2016 у Wayback Machine.]